# Ga Đồng Văn
Ga Đồng Văn là một nhà ga xe lửa tại thị xã Duy Tiên, tỉnh Hà Nam. Nhà ga là một điểm của Đường sắt Bắc Nam và nối với ga Phú Xuyên với ga Phủ Lý.